# Верхня межа лісу в Українських Карпатах
 Ве́рхня межа́ лі́су (ВМЛ) в Украї́нських Карпа́тах — смуга елементарних природних систем, що формується на контакті гірсько-лісового і субальпійського поясів і до якої належать лісові ПТК, де дерева мають мінімальну висоту 5 м, мінімальну зімкнутість крон 0,3, проходить природне відновлення деревостану і відбувається середовищетвірна роль лісу. Верхня межа лісу в Українських Карпатах проходить найвище на горі Стайки (ландшафт Чорногора) (на висоті 1680 м н. р. м.)

## Типи верхньої межі лісу в Українських Карпатах
Типи верхньої межі лісу в Українських Карпатах — форми, види ВМЛ, що володіють певними ознаками і характеристиками.
В Українських Карпатах трапляється ландшафтна (природна) ВМЛ і антропогенна (господарська) ВМЛ. У залежності від лімітуючого фактору ландшафтна ВМЛ поділяється на вісім підтипів: термічний, вітровий, лавинний, орографічний, біотичний, торфово-болотний, греготний, шлейфовий.
У Закарпатті середня верхня межа букових лісів становить: в західній частині 1190 м н.р.м., у східній — 1280 м н.р.м. Верхня межа букових лісів, вище яких поширені смерекові, дорівнює відповідно 1250 і 1360 м н.р.м., а верхня межа росту явора — 1160 і 1270 м н.р.м. Середня верхня межа суцільних смерекових лісів у Закарпатті становить 1372 м н.р.м., диз'юнктивних фітоценозів — 1469 м н.р.м., а межа поширення поодиноких дерев з висотою понад 8 м — 1485 м н.р.м. За даними А. Срьодоня, на північному мегасхилі Чорногори середня верхня межа смерекових лісів вища і сягає 1469 м. Верхня межа смерекових лісів у Чивчинах, порівняно з Чорногорою, також дещо вища.

## Дослідники ВМЛ
Г. Запалович
Л. Фекети, Т. Блатни
А. Сьродонь
В. Комендар
В. Коліщук
К. Малиновський
С. Стойко
А. Байцар